# Bewegliche Denkmale in Österreich
Durch das österreichische Denkmalschutzgesetz können nicht nur Bauten, sondern auch bewegliche Objekte unter Schutz gestellt werden. Dabei handelt es sich häufig um Objekte des Verkehrsbereiches wie etwa Lokomotiven, Waggons, Kraftfahrzeuge, Wasser- oder Luftfahrzeuge.
Die einzelnen Fahrzeuggruppen werden auf Unterseiten dokumentiert:
- Liste von Schienenfahrzeugen
- Liste von Wasserfahrzeugen
- Liste von Straßenfahrzeugen
- Liste von Luftfahrzeugen
- Liste von sonstigen Fahrzeugen
- Liste sonstiger Objekte die keine Fahrzeuge sind

Diese Zusammenstellungen entstanden auf Basis behördlicher, staatlicher sowie parlamentarischer Dokumente und in Zusammenarbeit mit dem Bundesdenkmalamt und dem Technischen Museum Wien und Experten des Verbandes Österreichischer Museums- und Touristikbahnen.